# جيمس إتش نيكلسون
جيمس إتش نيكلسون (بالإنجليزية: James H. Nicholson)‏ هو منتج أفلام وشخصية أعمال أمريكي، ولد في 14 سبتمبر 1916 في سياتل في الولايات المتحدة، وتوفي في 10 ديسمبر 1972 في لوس أنجلوس في الولايات المتحدة.

## وصلات خارجية
- جيمس إتش نيكلسون على موقع IMDb (الإنجليزية)
- جيمس إتش نيكلسون على موقع قاعدة بيانات الفيلم (الإنجليزية)